# Zer Bizio?
Zer Bizio? es un grupo español de punk rock fusionado, de origen bilbaíno, perteneciente a la corriente musical radical generada en los años ochenta en el País Vasco, debido a las características sociopolíticas que presentaba España, durante esa década.

## Historia
Agrupación formada en el País Vasco en los años 80 que participó en el movimiento musical conocido como rock radical vasco. Sus canciones tienen influencia del punk, el revival ska y el rock. Fueron al igual que algunos de sus contemporáneos como Eskorbuto, La Polla Records, Kortatu o Zarama, los precursores de lo que es hoy el Rock Vasco y forman parte de la historia musical actual de dicha región; asimismo su música llegó al continente americano, influenciando a grupos de México y Argentina, entre otros. Sus letras se caracterizan por la agresividad y hablan de frustraciones personales, transgresión sexual y psicológica, problemas sociales, compromiso político, violencia personal y política; aun así tienen letras con cortes de carácter simplista y adolescencia rebelde.
Además de publicar cuatro álbumes propios y varias recopilaciones y directos, Zer Bizio? participaron en varios discos colectivos, como A todo gas un disco en vivo grabado en 1993, junto con las bandas Platero y Tú y Sedientos; o en el LP conmemorativo de los 10 años de Discos Suicidas.

## Discografía
- Sentimientos y Venganzas (1986), Discos Suicidas
- Gasolina y Fuego  (1987), Discos Suicidas.
- Buen Agujero y Sin Salida (1990), Discos Suicidas.
- A todo gas (1993) (directo compartido con Platero y Tú y Sedientos), Oihuka.
- Los Unos, los Otros y Nosotros  (1998), Discos Suicidas.
- Bilbon (directo) (1999), Discos Suicidas.